# 落下の解剖学
『落下の解剖学』（らっかのかいぼうがく、原題：Anatomie d'une chute）は、2023年のフランスの法廷・スリラー映画。
本作は、2023年5月21日に第76回カンヌ国際映画祭でワールドプレミア上映され、パルム・ドールとパルム・ドッグ賞を受賞し、クィア・パルムにノミネートされた。
同作のパルム・ドール受賞により、ザンドラ・ヒュラーは同映画祭における上位2つの賞を受賞した作品（『関心領域』がグランプリを受賞）に主演した女優となった。にもかかわらず、女優賞の受賞は逃したため、「彼女のための賞が必要だった」という声が上がるほど彼女の存在は際立っていた。
フランス国内では観客動員数100万人を突破した。

## あらすじ
人里離れた雪積もるフランスの山荘で1人の男が不可解な転落死をし、ドイツ人作家のサンドラが殺人容疑で逮捕される。裁判では、サンドラと夫との確執や、死の前日の激しい言い争いも暴露される。そこで彼女は、現場にいた11歳の弱視の息子を唯一の証人として迎え、自らの無実を証明しようとする。

## 登場人物
※括弧内は日本語吹替。
- サンドラ：ザンドラ・ヒュラー（安藤麻吹）
- ヴァンサン・レンツィ弁護士：スワン・アルロー（三上哲）
- ダニエル：ミロ・マシャド・グラネール（東内マリ子）
- 検事:：アントワーヌ・レナルツ（丸山壮史）
- サミュエル：サミュエル・タイス（英語版）（綱島郷太郎）
- マージ・ベルジェ：ジェニー・ベス（英語版）
- ヌール・ブダウド弁護士：サーディア・ベンタイブ
- ゾーイ・ソリドール：カミーユ・ラザフォード（フランス語版）
- 裁判長：アン・ロトジェ（おまたかな）
- モニカ：ソフィ・フィリエール（英語版）

## 製作

### 開発
2021年7月10日、ジュスティーヌ・トリエとアルチュール・アラリが共同で脚本を執筆し、トリエの長編4作目となる『Anatomy d'une chute』をLes Films PelléasとLes Films de Pierreが共同製作すると報じた。本作は、ヒッチコック様式を取り入れた法廷スリラーとなっている。
トリエはザンドラ・ヒュラーを起用することを念頭に本作を執筆し、2019年の映画『愛欲のセラピー』に続いて2度目のタッグとなる。
ヒュラーが、フランス人の夫を殺害した容疑でフランス国内で起訴されるドイツ人作家の役にキャスティングされた際、トリエは彼女に「言語」が本作の重要なテーマになるだろうと語った。ヒュラーは作中でフランス語を話したいと考えたが、トリエはその考えを却下した。「彼女が英語を話し、フランス語を話そうと挑戦しているドイツ人であるという事実が、多くの仮面を作り出し、問題を曖昧にし、彼女が何者なのかさらなる混乱を生み出す。」とトリエは語った。撮影現場でヒュラーは、自分の役が有罪なのか無罪なのかを繰り返し尋ねたが、トリエは答えなかった。
トリエは、2016年の映画『ヴィクトリア』以降長い間、別の法廷映画を作りたいと思っていた。「私は本当に、法的な問題、中でも夫婦や同居の問題を細部にわたって取り上げたかった。それはまた、彼らの生活を隅々まで分析する口実でもあった」と語った。彼女はまた、2007年のイタリアで、若いアメリカ人女性らがルームメイト殺害の容疑で起訴されたペルージャ英国人留学生殺害事件に魅了されたと述べた。この事件で被告の女性は、第一審では有罪、控訴審では無罪、その後判決が覆り有罪となるものの、最終的には無罪となった。

### 撮影
主要撮影は2022年2月末に始まり、同年5月13日に終了した。撮影は主にオーヴェルニュ＝ローヌ＝アルプ地域圏（サヴォワ県のモーリエンヌやヴィラロンベール、イゼール県のモンボノ＝サン＝マルタンやグルノーブルなど）で行われた。また、シャラント＝マリティーム県やパリでも行われた。

## 公開
2023年5月21日に第76回カンヌ国際映画祭でワールドプレミア上映され、8月23日にフランス国内で劇場公開された。同年8月13日には第27回リマ映画祭で、10月6日には第28回釜山国際映画祭の「アイコン」部門で上映された。
2023年5月、ネオンが北米配給権を獲得した。同年7月、同社は本作を2023年10月13日にアメリカで劇場限定公開に設定した。
2023年9月、ライオンズゲートUKがピクチャーハウス・エンターテインメントからイギリスとアイルランドの配給権を獲得し、公開日を2023年11月10日に設定した。
2023年12月22日、ギャガ配給で2024年2月23日に日本公開されることが報じられた。

## 評価

### 批評家の反応
批評集積サイトRotten Tomatoesでは、61件の批評家レビューがあり、支持率97% で、平均点は8.5/10となっている。批評家の総意は「家族ドラマを軸に、スマートで手堅く作られた法廷ドラマである本作は、主演のサンドラ・フラーと監督・共同脚本のジュスティーヌ・トリエが最高の力を発揮している。」としている。
Metacriticでは、16件の批評家レビューがあり、加重平均値は88/100となっている。

### 興行収入
フランス国内379館で公開され、興行収入は200万ドルを超え、『バービー』(28万8,185人)に次ぐ26万2,698人の観客動員数を記録し、『オッペンハイマー』(23万1,550人)を上回って初登場2位となった。本作は、パルム・ドール受賞作としては、2008年『パリ20区、僕たちのクラス』がフランス国内での公開初週35万8,000人を記録して以来、最高のオープニングとなった。
公開2週目は、『イコライザー THE FINAL』に次ぐ2位で、『バービー』を上回る60万8,913人を記録した。公開3週目は、738館で19万1,392人を記録し、累計80万283人の動員数を記録し、興行収入570万ドルを記録し、フランス国内の興行収入1位に輝いた。4週目は、フランス国内の興行収入で5位に落ち、累計92万1,308人を動員した。
2023年9月23日、劇場公開から1か月後にフランス国内観客動員数100万人を突破し、2000年以降に同記録を達成した7作目のパルム・ドール受賞者（フランスのパルム・ドール受賞作では3作目）となった。

## 受賞歴
2023年9月13日、第97回アカデミー賞国際長編映画賞のフランス代表5作品のうちの1つに選出された。2023年9月21日、5作品の中から『The Pot-au-Feu』が選出され、これが論争を引き起こした。
フランスの関係者らは、ジュスティーヌ・トリエ監督が第76回カンヌ国際映画祭の受賞スピーチで、エマニュエル・マクロン仏大統領による年金改革への反対デモの弾圧を批判したことで、ある種の「処罰」を受けていると主張した。
| 賞／映画祭                             | 受賞日         | カテゴリ                           | 受賞者                                                                                         | 結果       | 備考          |
| -------------------------------------- | -------------- | ---------------------------------- | ---------------------------------------------------------------------------------------------- | ---------- | ------------- |
| カンヌ国際映画祭                       | 2023年5月26日  | パルム・ドッグ賞                   | メッシ                                                                                         | 受賞       | [ 42 ]        |
| カンヌ国際映画祭                       | 2023年5月26日  | クィア・パルム                     | ジュスティーヌ・トリエ                                                                         | ノミネート | [ 43 ]        |
| カンヌ国際映画祭                       | 2023年5月27日  | パルム・ドール                     | ジュスティーヌ・トリエ                                                                         | 受賞       | [ 44 ]        |
| ロカルノ国際映画祭                     | 2023年8月12日  | Piazza Grande - UBS Audience Award | ジュスティーヌ・トリエ                                                                         | ノミネート | [ 45 ] [ 46 ] |
| ゴッサム・インディペンデント映画賞     | 2023年11月27日 | 脚本賞                             | ジュスティーヌ・トリエ、アルチュール・アラリ                                                   | 受賞       | [ 47 ]        |
| ゴッサム・インディペンデント映画賞     | 2023年11月27日 | 外国語映画賞                       | 『落下の解剖学』                                                                               | 受賞       | [ 47 ]        |
| 英国インディペンデント映画賞           | 2023年12月3日  | 外国インディペンデント映画賞       | ジュスティーヌ・トリエ、アルチュール・アラリ、マリー＝アンジュ・ルシアーニ、ダヴィド・ティオン | 受賞       | [ 48 ]        |
| ナショナル・ボード・オブ・レビュー     | 2023年12月6日  | 外国語映画賞                       | 『落下の解剖学』                                                                               | 受賞       | [ 49 ]        |
| ルイ・デリュック賞                     | 2023年12月6日  | 作品賞                             | ジュスティーヌ・トリエ                                                                         | ノミネート | [ 50 ]        |
| ヨーロッパ映画賞                       | 2023年12月9日  | 編集賞                             | ロラン・セネシャル                                                                             | 受賞       | [ 51 ]        |
| ヨーロッパ映画賞                       | 2023年12月9日  | 作品賞                             | 『落下の解剖学』                                                                               | 受賞       | [ 52 ] [ 53 ] |
| ヨーロッパ映画賞                       | 2023年12月9日  | 監督賞                             | ジュスティーヌ・トリエ                                                                         | 受賞       | [ 52 ] [ 53 ] |
| ヨーロッパ映画賞                       | 2023年12月9日  | 脚本賞                             | ジュスティーヌ・トリエ、アルチュール・アラリ                                                   | 受賞       | [ 52 ] [ 53 ] |
| ヨーロッパ映画賞                       | 2023年12月9日  | 女優賞                             | ザンドラ・ヒュラー                                                                             | 受賞       | [ 52 ] [ 53 ] |
| ヨーロッパ映画賞                       | 2023年12月9日  | 大学生賞（観客賞）                 | 『落下の解剖学』                                                                               | 受賞       | [ 54 ]        |
| ワシントンD.C.映画批評家協会賞         | 2023年12月9日  | 外国語映画賞                       | 『落下の解剖学』                                                                               | 受賞       | [ 55 ]        |
| ワシントンD.C.映画批評家協会賞         | 2023年12月9日  | 脚本賞                             | ジュスティーヌ・トリエ、アルチュール・アラリ                                                   | ノミネート | [ 55 ]        |
| ワシントンD.C.映画批評家協会賞         | 2023年12月9日  | 若手俳優賞                         | ミロ・マシャド・グラネール                                                                     | ノミネート | [ 55 ]        |
| ボストン映画批評家協会賞               | 2023年12月10日 | 主演女優賞                         | ザンドラ・ヒュラー                                                                             | 次点       | [ 56 ]        |
| シカゴ映画批評家協会賞                 | 2023年12月12日 | 外国語映画賞                       | 『落下の解剖学』                                                                               | ノミネート | [ 57 ]        |
| シカゴ映画批評家協会賞                 | 2023年12月12日 | 主演女優賞                         | ザンドラ・ヒュラー                                                                             | ノミネート | [ 57 ]        |
| シカゴ映画批評家協会賞                 | 2023年12月12日 | 脚本賞                             | ジュスティーヌ・トリエ、アルチュール・アラリ                                                   | ノミネート | [ 57 ]        |
| シカゴ映画批評家協会賞                 | 2023年12月12日 | 有望俳優賞                         | ミロ・マシャド・グラネール                                                                     | ノミネート | [ 57 ]        |
| セントルイス映画批評家協会賞           | 2023年12月17日 | 作品賞                             | 『落下の解剖学』                                                                               | ノミネート | [ 58 ]        |
| セントルイス映画批評家協会賞           | 2023年12月17日 | 外国語映画賞                       | 『落下の解剖学』                                                                               | 受賞       | [ 58 ]        |
| セントルイス映画批評家協会賞           | 2023年12月17日 | 脚本賞                             | ジュスティーヌ・トリエ、アルチュール・アラリ                                                   | ノミネート | [ 58 ]        |
| トロント映画批評家協会賞               | 2023年12月17日 | 監督賞                             | ジュスティーヌ・トリエ                                                                         | 次点       | [ 59 ]        |
| トロント映画批評家協会賞               | 2023年12月17日 | 主演女優賞                         | ザンドラ・ヒュラー                                                                             | 受賞       | [ 59 ]        |
| トロント映画批評家協会賞               | 2023年12月17日 | 脚本賞                             | ジュスティーヌ・トリエ、アルチュール・アラリ                                                   | 次点       | [ 59 ]        |
| トロント映画批評家協会賞               | 2023年12月17日 | 国際映画賞                         | 『落下の解剖学』                                                                               | 次点       | [ 59 ]        |
| ダラス・フォートワース映画批評家協会賞 | 2023年12月18日 | トップ10作品賞                     | 『落下の解剖学』                                                                               | 8位        | [ 60 ]        |
| ダラス・フォートワース映画批評家協会賞 | 2023年12月18日 | 外国語映画賞                       | 『落下の解剖学』                                                                               | 受賞       | [ 60 ]        |
| ダラス・フォートワース映画批評家協会賞 | 2023年12月18日 | 主演女優賞                         | ザンドラ・ヒュラー                                                                             | 5位        | [ 60 ]        |
| ダラス・フォートワース映画批評家協会賞 | 2023年12月18日 | 脚本賞                             | ジュスティーヌ・トリエ、アルチュール・アラリ                                                   | 次点       | [ 60 ]        |
| サンディエゴ映画批評家協会             | 2023年12月19日 | 主演女優賞                         | ザンドラ・ヒュラー                                                                             | 次点       | [ 61 ]        |
| サンディエゴ映画批評家協会             | 2023年12月19日 | 脚本賞                             | ジュスティーヌ・トリエ、アルチュール・アラリ                                                   | ノミネート | [ 61 ]        |
| サンディエゴ映画批評家協会             | 2023年12月19日 | 外国語映画賞                       | 『落下の解剖学』                                                                               | 受賞       | [ 61 ]        |
| サンディエゴ映画批評家協会             | 2023年12月19日 | 編集賞                             | ロラン・セネシャル                                                                             | 受賞       | [ 61 ]        |
| サンディエゴ映画批評家協会             | 2023年12月19日 | 若手俳優賞                         | ミロ・マシャド・グラネール                                                                     | 次点       | [ 61 ]        |
| フロリダ映画批評家協会賞               | 2023年12月21日 | 主演女優賞                         | ザンドラ・ヒュラー                                                                             | 次点       | [ 62 ] [ 63 ] |
| フロリダ映画批評家協会賞               | 2023年12月21日 | 脚本賞                             | ジュスティーヌ・トリエ、アルチュール・アラリ                                                   | ノミネート | [ 62 ] [ 63 ] |
| フロリダ映画批評家協会賞               | 2023年12月21日 | 国際映画賞                         | 『落下の解剖学』                                                                               | 受賞       | [ 62 ] [ 63 ] |
| ゴールデングローブ賞                   | 2024年1月7日   | 作品賞（ドラマ部門）               | マリー＝アンジュ・ルシアーニ、ダヴィド・ティオン                                               | ノミネート | [ 64 ]        |
| ゴールデングローブ賞                   | 2024年1月7日   | 外国語映画賞                       | マリー＝アンジュ・ルシアーニ、ダヴィド・ティオン                                               | 受賞       | [ 64 ]        |
| ゴールデングローブ賞                   | 2024年1月7日   | 脚本賞                             | ジュスティーヌ・トリエ、アルチュール・アラリ                                                   | 受賞       | [ 64 ]        |
| ゴールデングローブ賞                   | 2024年1月7日   | 主演女優賞（ドラマ部門）           | ザンドラ・ヒュラー                                                                             | ノミネート | [ 64 ]        |
| クリティクス・チョイス・アワード       | 2024年1月14日  | 主演女優賞                         | ザンドラ・ヒュラー                                                                             | ノミネート | [ 65 ]        |
| クリティクス・チョイス・アワード       | 2024年1月14日  | 外国語映画賞                       | 『落下の解剖学』                                                                               | 受賞       | [ 65 ]        |
| クリティクス・チョイス・アワード       | 2024年1月14日  | 若手俳優賞                         | ミロ・マシャド・グラネール                                                                     | ノミネート | [ 65 ]        |
| インディペンデント・スピリット賞       | 2024年2月25日  | 外国語映画賞                       | 『落下の解剖学』                                                                               | 未決定     | [ 66 ]        |
| 英国アカデミー賞                       | 2024年2月18日  | 作品賞                             | マリー＝アンジュ・ルシアーニ、ダヴィド・ティオン                                               | ノミネート | [ 67 ] [ 68 ] |
| 英国アカデミー賞                       | 2024年2月18日  | 非英語作品賞                       | ジュスティーヌ・トリエ、マリー＝アンジュ・ルシアーニ、ダヴィド・ティオン                       | ノミネート | [ 67 ] [ 68 ] |
| 英国アカデミー賞                       | 2024年2月18日  | 監督賞                             | ジュスティーヌ・トリエ                                                                         | ノミネート | [ 67 ] [ 68 ] |
| 英国アカデミー賞                       | 2024年2月18日  | 主演女優賞                         | ザンドラ・ヒュラー                                                                             | ノミネート | [ 67 ] [ 68 ] |
| 英国アカデミー賞                       | 2024年2月18日  | オリジナル脚本賞                   | ジュスティーヌ・トリエ、アルチュール・アラリ                                                   | 受賞       | [ 67 ] [ 68 ] |
| 英国アカデミー賞                       | 2024年2月18日  | キャスティング賞                   | Cynthia Arra                                                                                   | ノミネート | [ 67 ] [ 68 ] |
| 英国アカデミー賞                       | 2024年2月18日  | 編集賞                             | ロラン・セネシャル                                                                             | ノミネート | [ 67 ] [ 68 ] |
| セザール賞                             | 2024年2月23日  | 作品賞                             | 『落下の解剖学』                                                                               | 未決定     | [ 69 ]        |
| セザール賞                             | 2024年2月23日  | 監督賞                             | ジュスティーヌ・トリエ                                                                         | 未決定     | [ 69 ]        |
| セザール賞                             | 2024年2月23日  | 主演女優賞                         | ザンドラ・ヒュラー                                                                             | 未決定     | [ 69 ]        |
| セザール賞                             | 2024年2月23日  | 助演男優賞                         | スワン・アルロー                                                                               | 未決定     | [ 69 ]        |
| セザール賞                             | 2024年2月23日  | 助演男優賞                         | アントワーヌ・レナルツ                                                                         | 未決定     | [ 69 ]        |
| セザール賞                             | 2024年2月23日  | 有望男優賞                         | ミロ・マシャド・グラネール                                                                     | 未決定     | [ 69 ]        |
| セザール賞                             | 2024年2月23日  | 脚本賞                             | ジュスティーヌ・トリエ、アルチュール・アラリ                                                   | 未決定     | [ 69 ]        |
| セザール賞                             | 2024年2月23日  | 撮影賞                             | シモン・ボーフィス                                                                             | 未決定     | [ 69 ]        |
| セザール賞                             | 2024年2月23日  | 編集賞                             | ロラン・セネシャル                                                                             | 未決定     | [ 69 ]        |
| セザール賞                             | 2024年2月23日  | サウンド賞                         | Julien Sicart、Fanny Martin、Jeanne Delplancq、オリヴィエ・ゴワナール                          | 未決定     | [ 69 ]        |
| セザール賞                             | 2024年2月23日  | プロダクション・デザイン賞         | エマニュエル・デュプレ                                                                         | 未決定     | [ 69 ]        |
| サテライト賞                           | 2024年3月3日   | 主演女優賞（ドラマ部門）           | ザンドラ・ヒュラー                                                                             | 未決定     | [ 70 ]        |
| サテライト賞                           | 2024年3月3日   | オリジナル脚本賞                   | ジュスティーヌ・トリエ、アルチュール・アラリ                                                   | 未決定     | [ 70 ]        |
| サテライト賞                           | 2024年3月3日   | 外国語映画賞                       | 『落下の解剖学』                                                                               | 未決定     | [ 70 ]        |
| アカデミー賞                           | 2024年3月10日  | 作品賞                             | マリー＝アンジュ・ルシアーニ、ダヴィド・ティオン                                               | ノミネート | [ 71 ]        |
| アカデミー賞                           | 2024年3月10日  | 監督賞                             | ジュスティーヌ・トリエ                                                                         | ノミネート | [ 71 ]        |
| アカデミー賞                           | 2024年3月10日  | 主演女優賞                         | ザンドラ・ヒュラー                                                                             | ノミネート | [ 71 ]        |
| アカデミー賞                           | 2024年3月10日  | 脚本賞                             | ジュスティーヌ・トリエ、アルチュール・アラリ                                                   | 受賞       | [ 71 ]        |
| アカデミー賞                           | 2024年3月10日  | 編集賞                             | ロラン・セネシャル                                                                             | ノミネート | [ 71 ]        |